# Julién Davenport
Julién Raymond Davenport (geboren am 9. Januar 1995 in Paulsboro, New Jersey) ist ein US-amerikanischer American-Football-Spieler auf der Position des Offensive Tackles, der zuletzt für die Atlanta Falcons in der National Football League (NFL) spielte.

## Frühe Jahre
Davenport ging in seiner Geburtsstadt Paulsboro, New Jersey, auf die Highschool. Später besuchte er die Bucknell University.

## NFL
Davenport wurde im NFL-Draft 2017 in der vierten Runde an 130. Stelle von den Houston Texans ausgewählt. In seinem ersten Jahr bei den Texans kam er in elf Spielen zum Einsatz, darunter viermal als Starter. Ein Jahr später startete er 15 von 17 Spielen auf der Position des linken und rechten Tackles.
Am 31. August 2019 wurde Davenport zusammen mit Cornerback Johnson Bademosi zu den Miami Dolphins getradet. Am 12. September verletzte sich Davenport im Training am Knie und er wurde daraufhin auf die Injured Reserve List gesetzt. Am 16. November 2019 wurde er wieder von der Liste genommen.
Am 29. März 2021 unterzeichnete er einen Vertrag bei den Indianapolis Colts. Für die Colts war er in neun Spielen aktiv (vier Starts).
Am 25. April 2022 unterschrieb Davenport einen Vertrag bei den Chicago Bears. Am 23. August 2022 wurde er noch vor der Saison wieder entlassen.
Am 16. November 2022 schloss sich Davenport den Arizona Cardinals an, hier kam er zunächst im Practice Squad unter. Er stand in der Preseason 2023 auch bei den New York Giants unter Vertrag, bevor er sich 2024 den San Antonio Brahmas aus der United Football League (UFL) anschloss. Im Juli 2024 nahmen die Atlanta Falcons Davenport unter Vertrag. Er wurde vor Saisonbeginn entlassen und in den Practice Squad aufgenommen, bevor er am 3. September auch aus dem Practice Squad entlassen wurde.